# Zamach w Skai TV
Zamach w Skai TV – zamach bombowy, do którego doszło 17 grudnia 2018 w siedzibie telewizji Skai TV znajdującej się nieopodal Aten. Zamach miał podłoże terrorystyczne. Zanim doszło do eksplozji, nieznana osoba poinformowała telefonicznie o podłożeniu bomby, co skłoniło kierownictwo stacji do ewakuacji z budynku. Moment wybuchu został zarejestrowany przez pracowników telewizji.